# Collegio di Queen's Park and Maida Vale
Queen's Park and Maida Vale è un collegio elettorale inglese situato nella Grande Londra, e rappresentato alla Camera dei Comuni del Parlamento del Regno Unito. Elegge un membro del Parlamento con il sistema first-past-the-post, ossia maggioritario a turno unico; l'attuale parlamentare è Georgia Gould del Partito Laburista, che rappresenta il collegio dal 2024.

## Estensione
Il collegio è costituito dai seguenti ward:
- nella città di Westminster: Church Street, Harrow Road, Little Venice, Maida Vale e Queen's Park and Westbourne, che in precedenza erano inclusi in Westminster North;
- nel borgo di Brent: Harlesden and Kensal Green, Kilburn e Queens Park, provenienti in parte da Brent Central e da Hampstead and Kilburn, quest'ultimo rinominato Hampstead and Highgate.[1]

## Membri del Parlamento
| Elezione | Elezione | Deputato      | Partito   |
| -------- | -------- | ------------- | --------- |
|          | 2024     | Georgia Gould | Laburista |

## Elezioni

### Elezioni negli anni 2020
| Partito                    | Partito                                      | Candidato                  | Risultati 4 luglio 2024 | Risultati 4 luglio 2024 |
| Partito                    | Partito                                      | Candidato                  | Voti                    | %                       |
| -------------------------- | -------------------------------------------- | -------------------------- | ----------------------- | ----------------------- |
|                            | Laburista                                    | Georgia Gould              | 20 126                  | 52,49                   |
|                            | Verdi                                        | Vivien Lichtenstein        | 5 213                   | 13,60                   |
|                            | Conservatore                                 | Samia Hersi                | 5 088                   | 13,27                   |
|                            | Lib Dem                                      | Helen Baxter               | 3 417                   | 8,91                    |
|                            | Reform UK                                    | Angela Carter-Begbie       | 2 106                   | 5,49                    |
|                            | Workers                                      | Irakli Menabde             | 1 792                   | 4,67                    |
|                            | Indipendente                                 | Abdulla Dharamsi           | 601                     | 1,57                    |
|                            |                                              |                            |                         |                         |
| Iscritti                   | Iscritti                                     | Iscritti                   | 75 558                  | 100,00                  |
| ↳ Votanti (% su iscritti)  | ↳ Votanti (% su iscritti)                    | ↳ Votanti (% su iscritti)  | 38 613                  | 51,10                   |
| ↳ Astenuti (% su iscritti) | ↳ Astenuti (% su iscritti)                   | ↳ Astenuti (% su iscritti) | 36 945                  | 48,90                   |
|                            |                                              |                            |                         |                         |
|                            | Esito: collegio a Laburista (nuovo collegio) |                            |                         |                         |